# Mourera
Genre
Classification APG III (2009)
Mourera est un genre de plantes à fleurs de la famille des Podostemaceae. Ce sont des plantes aquatiques saxicoles sud-américaines. Moins de 10 espèces ont été décrites.

## Liste des espèces
Selon The Plant List :

### Espèces valides
- Mourera alcicornis (Tul.) P. Royen
- Mourera aspera (Raeusch.) Tul
- Mourera elegans (Tul.) Baill.
- Mourera fluviatilis Aubl. - salade coumarou
- Mourera glazioviana Warm.
- Mourera schwackeana Warm.
- Mourera weddelliana Tul.

### Nomenclatures taxonomiques non résolues
- Mourera monadelpha (Bong.) C.T.Philbrick & C.P.Bove
- Mourera pennicillata Hicken

## Histoire naturelle
En 1775, le botaniste Aublet propose la diagnose suivante pour le genre Mourera : 

« MOURERA. (Tabula 233.)
CAL. Perianthium nullum.
COR. nulla.
STAM. Filamenta plurima (40), diſco aculeato infrà piſtillum inſerta. Antheræ oblongæ, acutæ, ſagittatæ, biloculares, nutantes.
PIST. Germen ſubrotundum, ſtriatum. Styli duo, oppoſiti, incurvi. Stigmata obtuſa.
PER. Capsula membranacea, ovata, ſtriata, unilocularæ, bivalvis.
SEM. plurima, minutiſſima, receptaculo libgro affixa. »